# Jastrzębska Wola
Jastrzębska Wola is een plaats in het Poolse district  Opatowski, woiwodschap Święty Krzyż. De plaats maakt deel uit van de gemeente Iwaniska en telt 330 inwoners.